# 1977 في قبرص
فيما يلي قوائم الأحداث التي وقعت خلال عام 1977 في قبرص.

## سياسة

### تعيين في المنصب
- 3 سبتمبر – سبيروس كبريانو قائمة رؤساء قبرص.

### انتهاء فترة المنصب
- 1 يناير – سبيروس كبريانو عضو مجلس نواب قبرص.

## رياضة
- 8 مايو – الدوري القبرصي لكرة القدم 1976–1977 الفائز نادي أومونيا.

## مواليد

### فبراير
- 11 فبراير – إيوانيس أوكاس لاعب كرة قدم قبرصي.

### مايو
- 26 مايو – كريسيس مايكل لاعب كرة قدم قبرصي.

## وفيات

### أغسطس
- 3 أغسطس – مكاريوس الثالث (مواليد 1913)